# Castelo de Suze-la-Rousse

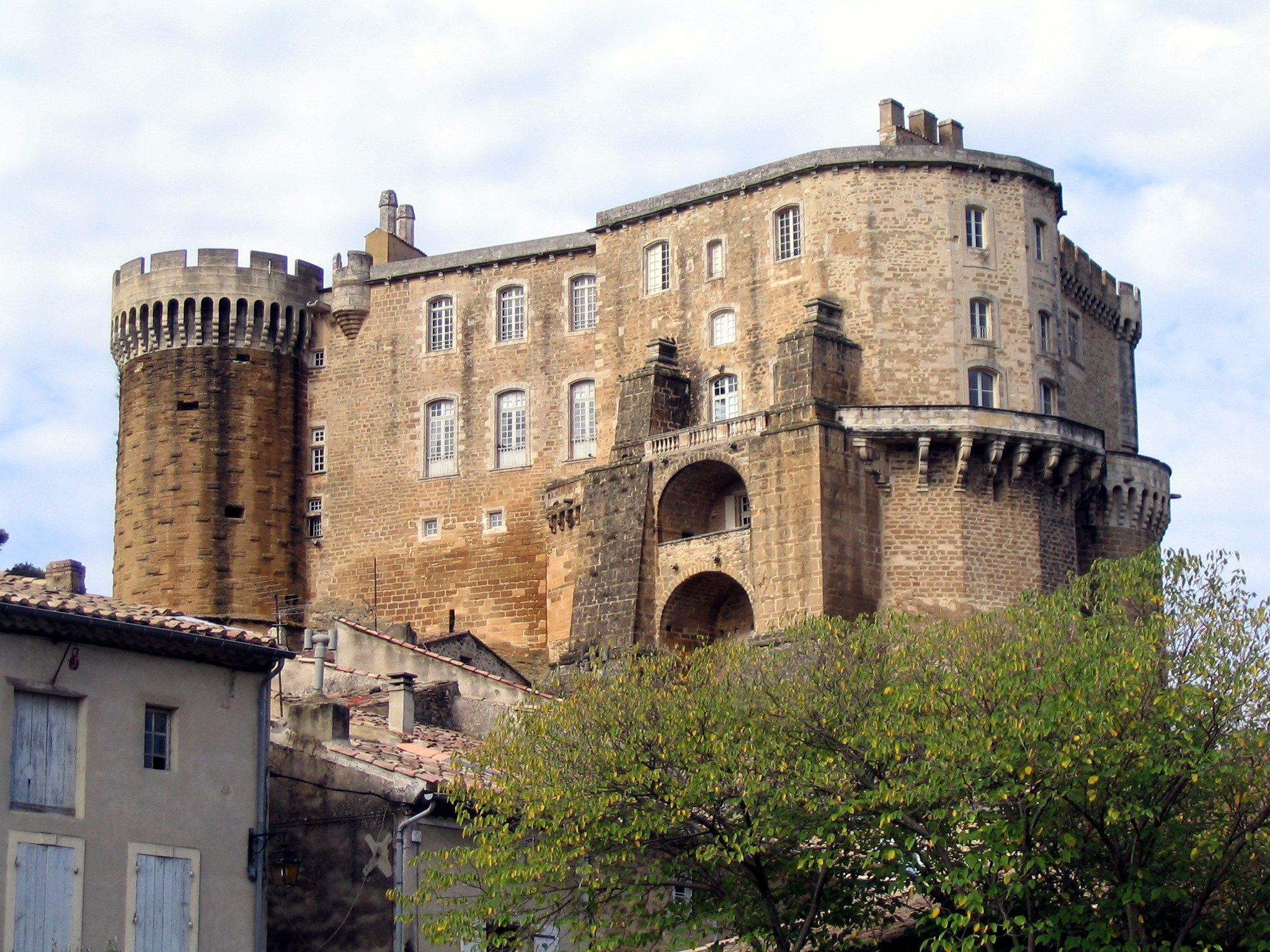
Vista geral do Château de Suze-la-Rousse.

O Château de Suze-la-Rousse é um castelo forte feudal do século XI e uma residência senhorial de estilo renascentista do século XVI, ficando situado em Suze-la-Rousse, no Drôme. O edifício encontra-se em perfeito estado, estando classificado como Monumento Histórico desde 1964.
Actualmente abriga, no segundo andar e nas cavalariças, uma "Universidade do Vinho", desde 1978. Trata-se duma entidade privada dedicada ao ensino e estudo da enologia. É de recordar que Suze-la-Rousse está em plena região vinícola de Côtes du Rhône.

## História
O lugar onde se ergue o Château de Suze-la-Rousse foi ocupado desde a época galo-romana por um castro.

### Carlos Magno
Em 793 o Imperador Carlos Magno fez doação das terras de Orange e das terras em redor (das quais Suze dependia) ao seu primo Guillaume de Gellone (também conhecido como Guillaume au court nez) como forma de agradecimento pela sua ajuda na libertação de Orange. O lugar tornou-se então num "posto de caça" (relais de chasse).

### Os Príncipes de Orange - Casa des Baux

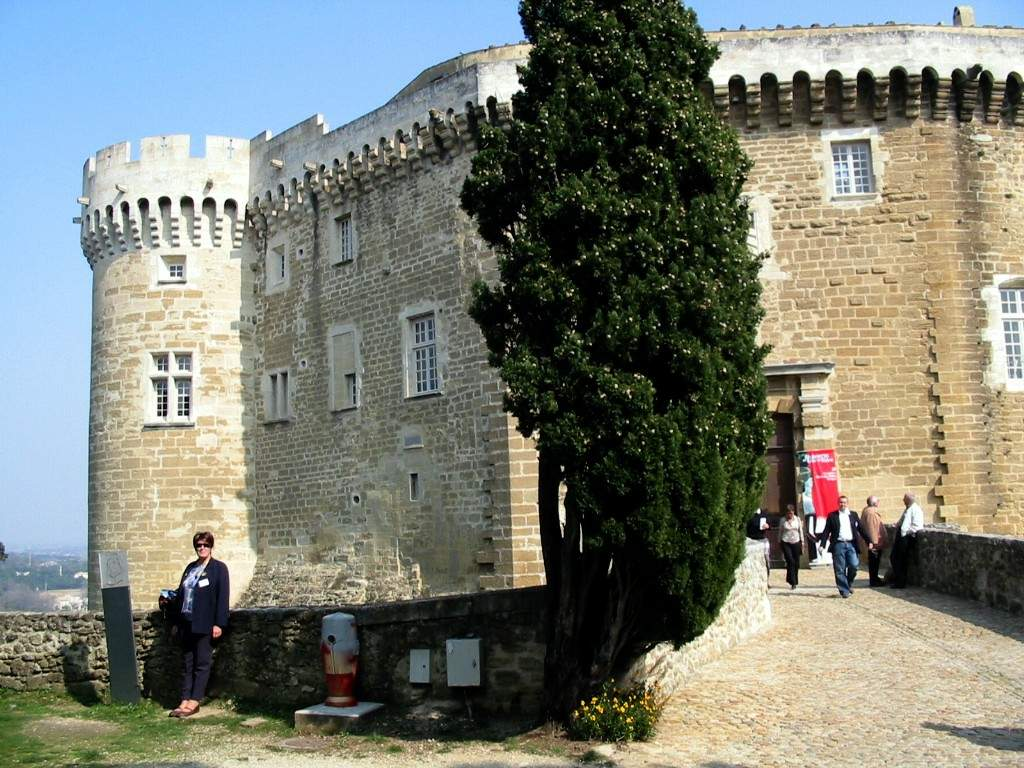
Entrada do Château de Suze-la-Rousse.

Em 1173 Tiburge Ire d'Orange, filha do Conde Raimbaud II d'Orange e descendente de Guillaume, casou com Bertrand I des Baux,tendo levado deste modo a terra de Suze para aquela família. Bertrand mandou construir um castelo forte militar meio incrustado na rocha ocre. Esta estrutura, situada numa colina que domina a aldeia de Suze no coração de 1600 hectares de vinha de Côtes du Rhône aos quais a região é dedicada, estava dotado de gigantescas muralhas defensivas, de profundos fossos e duma ponte levadiça, de ameias e de um poço de 34 metros, possuindo ainda a Capela Saint-Turquois.
Em 1392, o Bispo de Saint-Paul-Trois-Châteaux, Raymond IV, doou a aldeia de Suze à sua sobrinha Marguerite des Baux (apelidada de Marguerite la Rousse, filha de Bertrand I des Baux) em troca dum domínio em Montréal-les-Sources (Drôme). Provavelmente Marguerite estará na origem do nome da aldeia de Suze-la-Rousse, que tira o seu nome do celta "uz" (lugar elevado) e "La Rousse", que evoca a bela cabeleira ruiva de Marguerite des Baux e o tom avermelhado das pedras e rochas do castelo.

### Casa La Baume-Suze

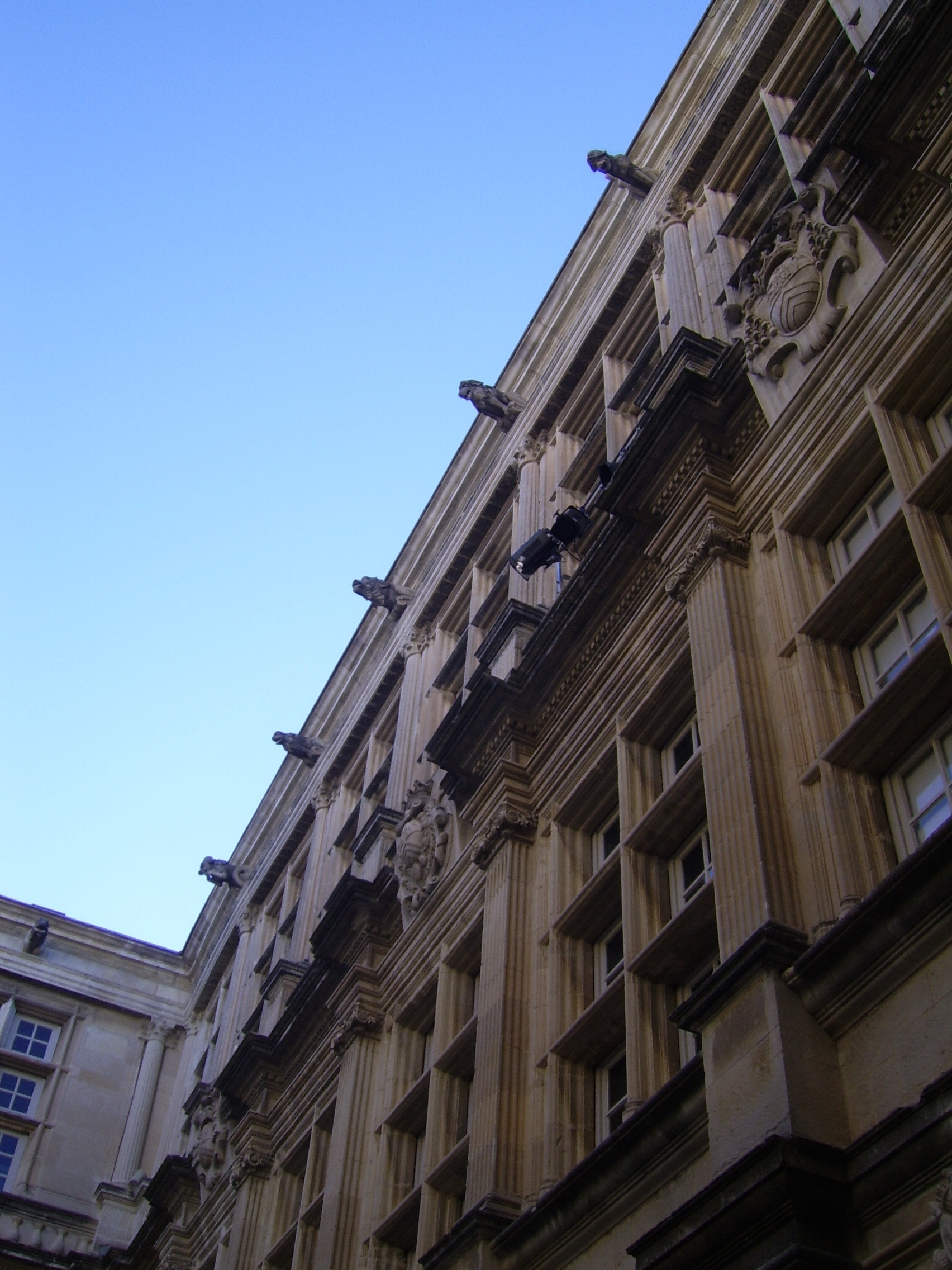
Pátio de honra do Château de Suze-la-Rousse.

Em 1426, a filha de Marguerite, Antoinette de Baux, casou em segundas núpcias com Louis de La Baume e começou a linhagem da Casa La Baume-Suze.
Em 1551, o Bispo de Orange (tio de François de la Beaume) mandou construir um notável pátio de honra (cour d’honneur) em estilo renascentista que transformou a fortaleza numa grande residência de recreio.
Em 1564, François de La Baume-Suze (Governador da Provence e chefe das tropas católicas do Bas-Dauphiné durante as guerras de religião) mandou construir um jeu de paume por ocasião da passagem de Catarina de Médici (Rainha de França regente) e do seu filho, o Rei Carlos IX.
Nos séculos XVI, XVII e XVIII, a família de Baume-Suze embelezou o castelo de forma sumptuosa: decorações pintadas e estucadas e chaminé monumental (século XVI), grande escadaria de honra monumental e Capela Saint-Michel (século XVII), salas de armas, salão octogonal e sala de comer decorada com gipsitarias (século XVIII).
Durante a Revolução Francesa o castelo foi saqueado.

### Casa Iznards-Suze
Em 1797, Pierre-Louis de La Baume-Suze faleceu na Suíça, aos 19 anos de idade, sem herdeiros directos. A sua irmã Aldonce-Julie casou com o Marquês des Isnards, herdou o castelo e transmitiu-o à sua descendância Iznards-Suze.
Em 1885,o conjunto do castelo foi objecto de importantes restauros.

### Casa de White et Bryas
A Marquesa Éliane Isnards (bisneta do marquês) casou com o Barão Jean-Gaspard de Witte, com quem teve uma filha, Germaine de Witte. Esta casou com o Marquês de Bryas, o qual faleceu aquando da Primeira Guerra Mundial sem herdeiros.
Éliane foi a última Marquesa Isnard-Suze. Sem herdeiros, à sua morte, ocorrida em 1958, legou o seu castelo a uma associação caritativa, a Fundação dos Orphelins Apprentis d’Auteuil.

### Conselho Geral da Drôme e Universidade do Vinho
Em 1964 o castelo foi classificado como Monumento Histórico e vendido em leilão, no ano seguinte, ao Conselho Geral da Drôme, que o mandou restaurar.
Em 1978, a Univerdiade do Vinho privada de Suze-la-Rousse instalou-se no segundo andar do palácio e nas antigas cavalariças, O jardim apresneta um roseiral e uma colecção ampelográfica de 70 castas diferentes, franceasas e estrangeiras, num parque arborizado de 23 hectares de azinheiras, pinheiros-mansos e bordos.
O Conselho Geral da Drôme organiza numerosos concertos de jazz e de música clássica no pátio de honra, o qual possui uma acústica excepcional onde os sons parecem ressaltar contra as paredes para regressarem amplificados.